# 동일그룹
동일그룹(東一—)은 1955년 설립된 동일방직을 모태로한 대한민국의 섬유업 중심의 기업집단이다. 본사는서울특별시 강남구 테헤란로 516 (대치동)에 있으며 1964년 1월에 동일방직이 주식 상장되었다.

## 역사
1955년 정헌 서정익 창업주가 귀속재산 동양방적공사를 불하해 창립하였다.

## 연혁
- 1955년 9월 1일: 동일방직(주) 인천공장 설립 (설립자:서정익)
- 1964년 1월: 한국증권거래소에 주식상장 (대한민국에서 16번째 상장)
- 1966년 1월: 동일방직(주)로 상호변경
- 1969년 4월: 동일방직(주) 안양공장 신설
- 1976년 1월: (주)동일심지 옥천공장 설립
- 1976년 10월: (주)동영 서울공장 인수
- 1979년 3월: (주)태남산업 반월공장 인수
- 1979년 6월: 정헌재단 설립
- 1980년 11월: (주)동일트레이딩 설립
- 1981년 1월: (주)태남산업 반월공장 상호를 '(주)동일니트로'로 변경
- 1981년 2월: 화신레나운(주)를 인수해 동일레나운(주) 인천공장 설립
- 1981년 3월: 인천공장에 동일여자상업고등학교 설립
- 1983년 2월: (주)동영 서울공장 상호를 '(주)동일재봉사'로 변경
- 1985년 5월: 동일방직(주) 청주공장 신설
- 1986년 8월: 서울 강남구 대치동에 동일그룹 본사사옥 준공
- 1989년 4월: 동일알루미늄(주) 천안공장 설립
- 1990년 2월: (주)동일심지 상호를 '(주)동일패브릭'으로 변경
- 1991년 9월: 인도네시아 현지법인인 'P.T동일인도네시아'를 자카르타에 설립
- 1994년 7월: (주)동일재봉사의 상호를 '(주)동일마라톤'으로 변경
- 1995년 8월: 동일방직(주) 장항공장 신설
- 1995년 9월: (주)한국다반 설립
- 1996년 4월: (주)동일니트로와 (주)동일마라톤을 합병해 (주)동일산자 설립, (주)동일트레이딩 상호를 (주)동일텍스코로 변경
- 1997년 5월: 삼리염직(주)를 인수해 (주)동일Y&K 반월공장 설립
- 1997년 7월: 동일방직(주) 안양공장 폐업
- 1997년 10월: 이집트 현지법인인 'DIB-EGYPT L.L.C'를 카이로에 설립
- 1999년 4월: (주)동일텍스코가 (주)동일산자에 합병됨
- 2000년 5월: (주)동일드방레 설립
- 2001년 3월: 동일여자상업고등학교 폐교
- 2003년 3월: 베트남 현지법인인 'Dong-il Interlining LTD' 설립
- 2004년 8월: 인도 현지법인인 'Dong-il Aluminum India PVT, LTD' 설립 ((주)동일알루미늄의 자회사)
- 2004년 12월: 중국 현지법인인 '청도동일방직유한공사' 설립
- 2005년 9월: (주)한국다반 청산
- 2005년 10일: (주)동일패브릭 매각
- 2013년 9월: 청도동일방직유한공사 청산
- 2013년 12월: (주)동일씨엔이 인수
- 2016년 3월: 동일산자(주), (주)동일Y&K 흡수합병
- 2018년 12월: (주)디아이알 흡수합병
- 2019년 4월: 회사명을 디아이동일주식회사로 변경.

## 자회사
동일드방레, 동일산자, 동일Y＆K, 동일레나운, 동일알루미늄 등 국내 법인과 DIB-이집트, P.T.동일인도네시아, 동일알루미늄-인디아, 청도동일방직유한공사, 디아이비즈 등의 해외 법인이 있다.
일부 회사는 주요 종속회사가 아니다.
| 사명             | 본사 위치                                                | 설립일          | 주요사업                      | 비고 |
| ---------------- | -------------------------------------------------------- | --------------- | ----------------------------- | ---- |
| (주) 디아이플로  | 서울특별시 강남구 테헤란로 516, 5층 (대치동, 정헌빌딩)   | 2018년 11월 1일 | 섬유제품 제조업               |      |
| 동일알루미늄(주) | 충청남도 천안시 서북구 성거읍 성거길 160                 | 1989년 4월 25일 | 알루미늄제품 및 열교환기 제조 |      |
| (주)동일드방레   | 서울특별시 강남구 테헤란로 516 (대치동)                  | 2000년 5월 19일 | 의류제조 및 판매              |      |
| (주)동일씨앤이   | 경기도 화성시 팔탄면 칙골길 19                           | 1985년 4월 1일  | 환경오염방지시설 제조         |      |
| (주)디아이비즈   | 서울특별시 강남구 테헤란로 516, 701호 (대치동, 정헌빌딩) | 2015년 7월 16일 | 가구제품 수입 및 판매업       |      |

## 같이 보기
- 동일방직 사건
- DI동일